# Nili Fossae

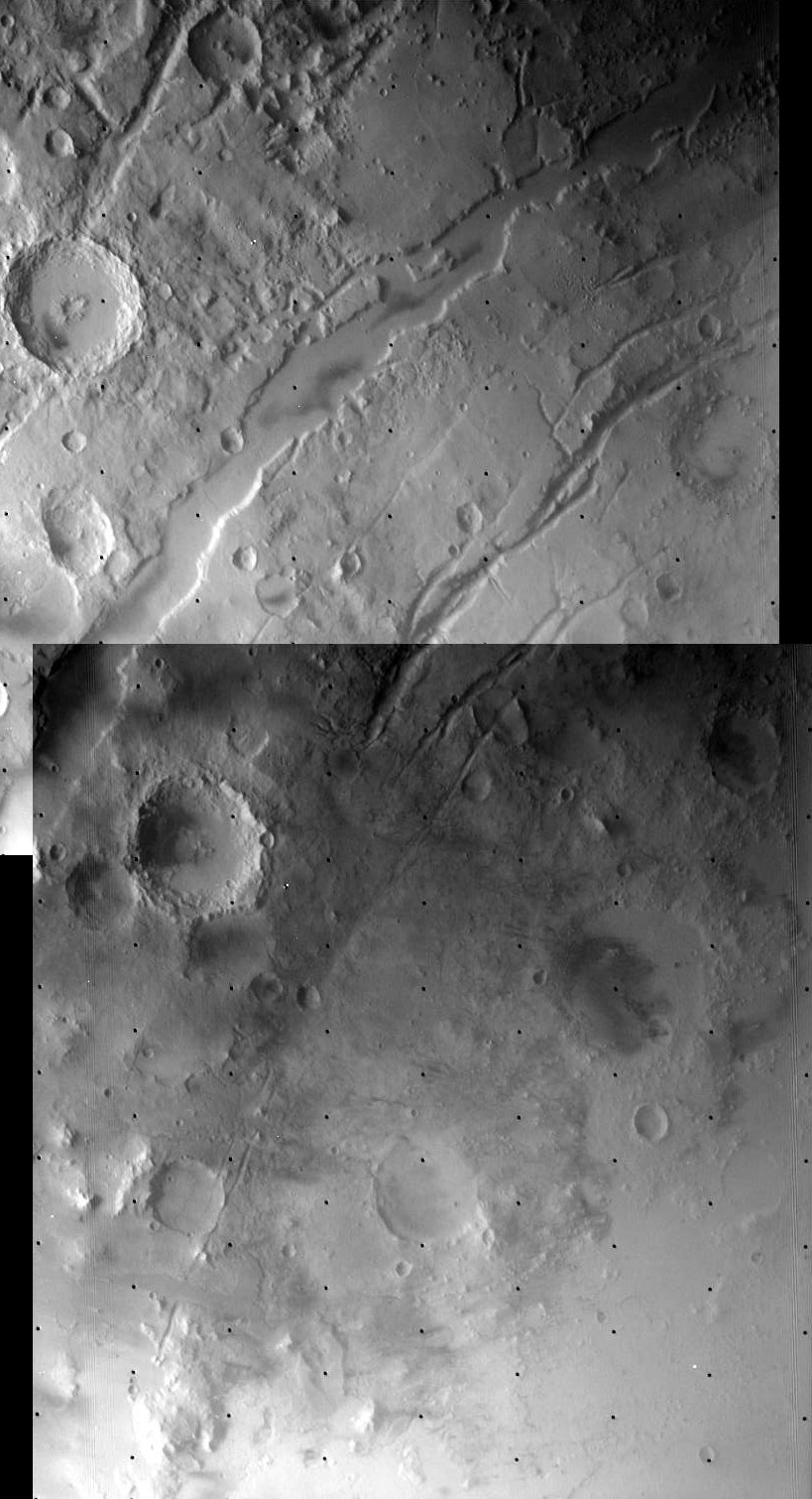
Viking Orbiter 1 mosaic de Nili Fossae

Nili Fossae és un grup de grans grabens concèntrics a Mart, situat al quadrangle Syrtis Major. Han estat erosionats i parcialment emplenats per sediments i ejeccions riques en argila d’un cràter d’impacte gegant proper, la conca d'Isidis. S'hi troba aproximadament a 22 ° N, 75 ° E, i té una elevació de -0,6 km. Nili Fossae figurava a la llista de possibles llocs d'aterratge del Mars Science Laboratory, que va arribar el 2012, però va ser abandonat abans que es determinaren els quatre llocs finals per l’aterratge del rover de la Mars 2020, Perseverance que utilitzarà el mateix disseny que Curiosity, però amb una càrrega útil diferent centrada en l'astrobiologia.
Una gran mostra d'olivina s'hi troba a Nili Fossae. El desembre de 2008, el Mars Reconnaissance Orbiter de la NASA va trobar que les roques de Nili Fossae contenen minerals carbonatats, un descobriment geològicament significatiu. Altres minerals trobats per MRO són l'esmectita d’alumini, l'esmectita de ferro/magnesi, sílice hidratada, minerals del grup caolinita i òxids de ferro. Científics de la NASA van descobrir que Nili Fossae és la font de plomalls de metà, i es planteja la qüestió de si aquesta font prové de fonts biològiques.
Els investigadors el juliol de 2010 van suggerir que les roques portadores de carbonat que s'hi troben a la regió de Nili Fossae de Mart estan formades per roques ultramàfiques alterades hidrotermalment. En conseqüència, l’activitat hidrotermal hauria proporcionat suficient energia per a l’activitat biològica. Es podrien haver conservat proves d’organismes vius.
Hom creu que el canal de Nili Fossae va ser el resultat de l’impacte que va formar la conca propera d’Isidis.
 
Nili Fossae va ser un dels set finalistes del lloc d’aterratge de MSL:
- Eberswalde
- Gale
- Holden
- Mawrth Vallis
- Miyamoto
- Nili Fossae
- Meridiani Planum